# Cale Simmons
Cale Simmons (* 5. Februar 1991 in Oklahoma City) ist ein amerikanischer Leichtathlet, der im Stabhochsprung antritt. Er wurde 2016 Vizemeister bei den amerikanischen Leichtathletik-Meisterschaften und wurde für die Olympischen Spiele 2016 in Rio ausgewählt.

## Leben
Cale Simmons ist Mitglied der United States Air Force und lebt in Rocklin, Kalifornien. 2012 begann er, auf professionellem Niveau im Stabhochsprung anzutreten und stellte eine Bestleistung von 5,53 m auf. Damit gehörte er zu den zwanzig besten amerikanischen Athleten in diesem Jahr. Im darauffolgenden Jahr verbesserte er sich auf 5,61 m.
Er setzte sich für ein paar Jahre vom Sport ab, kehrte aber 2016 in Form zurück. Simmons schaffte es bei den Hallenleichtathletik-Meisterschaften der USA 2016 auf das Podium. Eine Woche vor den Trials stellte er seinen persönlichen Rekord auf und brach die Qualifikationsmarke für die Olympischen Spiele bei einem Wettkampf an der Valor Christian High School in Highlands Ranch, Colorado, einem Wettkampf hauptsächlich für Athleten im Alter der High School und Middle School. Der Stabhochsprung war die einzige Disziplin, die für alle Athleten offen war, und nur 5 sprangen.
Er nahm 2016 an den United States Olympic Trials teil und sprang 5,65 m und schaffte es das erste Mal in ein Olympiateam. Bei den Olympischen Spielen verpasste er mit übersprungenen 5,30 m die Qualifikation für das Finale.